# Алюджени
Алюджени (на румънски: Alungeni; на унгарски: Futásfalva) е село в централна Румъния, окръг Ковасна, община Турия. Населението на селото през 2002 година е 350.